# Georg Strube
Pour les articles homonymes, voir Strube.
 (février 2021).
Georg Leopold Strube (né le 14 novembre 1869 à Brême ; mort le 25 mai 1932 à Brême) est un médecin allemand qui a dirigé et considérablement développé le Willehadhaus vom Roten Kreuz (aujourd'hui : hôpital de la Croix-Rouge) à Brême. Il est le premier président de la Wissenschaftliche Gesellschaft, le précurseur de la Wittheit zu Bremen, fondée à Brême en 1924.

## Biographie

### Famille, éducation et profession
Strube, fils du Dr Georg Ernst Strube, ophtalmologue et médecin généraliste de Brême (né le 14 juin 1833 à Altona ; mort le 3 mai 1890 à Brême), étudie la médecine à Heidelberg, Strasbourg, Bonn et Berlin. En 1900, il retourne à Brême et s'installe comme médecin. Le 1er novembre 1905, il devient médecin-chef et interniste à la Vereinskrankenhaus zum Roten Kreuz, qui sera rebaptisée Willehadhaus zum Roten Kreuz en 1926 en l'honneur du premier archevêque de Brême.

### Réalisations
Au début du siècle, Strube reconnait que la tuberculose se propage par contagion. En 1903, le Beratungsstelle für Lungenkranke est créé. Pendant dix ans, il est président du Ärztlicher Verein à Brême. Il s'est occupé de la formation scientifique des médecins et de leurs opinions professionnelles éthiques. En 1932, il est élu membre honoraire de l'association. Lorsque le Congrès médical allemand se tient à Brême en 1924, il participe à sa gestion,.

### Agrandissement de l'hôpital
L'hôpital, qui ne comprenait qu'une maison mère, une maison privée et une caserne lorsque Strube prend ses fonctions, a été agrandi et étendu en plusieurs étapes.
En 1926, l'hôpital devait être agrandi de 120 lits. L'Association pour la formation des infirmières a prévu un bazar pour augmenter les coûts de construction.
Ludwig Roselius est ami avec Strube et sa femme Lili Strube, fille de Friedrich Jolly et petite-fille de Philipp von Jolly. Elle travaille avec Ludwig Roselius sur un plan qui favorise simultanément l'expansion de l'hôpital et la mise en valeur de la Böttcherstrasse. Roselius voulait y créer un département de la maison et de la publicité pour les arts et métiers allemands. Son problème est que la société brêmoise n'acceptait pas au départ la Böttcherstrasse modernisée. Un bazar de bienfaisance de trois jours, organisé du 15 au 17 octobre 1926 dans la Böttcherstrasse au profit de Willehadhaus, changea cela.
Willi Jung, le futur médecin en chef de la maison, raconte : « Le dernier soir du bazar, le professeur Dr Strube est assis avec une expression trouble dans le cercle de ses organisateurs et invités. Interrogé par sa vieille patiente et patronne, Mme Gildemeister, sur la raison, il a répondu : "Si seulement vous saviez quels soucis nous avons ! Nous avons construit une maison pour nos sœurs, qui a coûté 90 000 marks. C'est ce que devait fournir ce bazar. Mais nous n'avons encaissé que 65 000 marks ! »
La vieille dame n'y a pas réfléchi à deux fois : « Si vous n'avez pas d'autres soucis, donnez-moi un stylo plume ! » Elle a dit et rédigé un chèque de 25 000 marks.

### Fondation de la Wittheit
En 1924, la Société historique et deux autres associations fondent la Société scientifique de Brême, appelée plus tard Wittheit zu Bremen. Strube, avec le radiologue Hans Meyer et le philosophe Johann Hinrich Knittermeyer, s'implique dans la fondation et en est le premier président Le 14 février 1925, il prononce le discours de la fondation lors de la cérémonie de fondation. Il déclare qu'il y a déjà eu un lieu de plantation de la science à Brême, le Gymnasium Illustre, qui prend en charge la culture de la science aux XVIIe siècle et XVIIIe siècle. Il annonce que chaque année, le 5 novembre, jour de l'anniversaire de Johann Smidt, une session festive, la « Smidt-Sitzung », serait organisée.
La même année, lors de la première réunion de Smidt, Strube donne la conférence officielle intitulée Die Heilkunde in ihrer Beziehung zu Wissenschaft und Wirtschaft, au cours de laquelle il évoque les changements intervenus dans la relation entre le médecin et le patient à la suite du remplacement de la gratuité des soins par l'assurance maladie.
En 1927, il donne une conférence à Brême dans laquelle il demande avec insistance le rétablissement de l'ancienne liberté intérieure du médecin. C'est, selon lui, « la condition préalable et la loi de la profession médicale ».

## Honneurs
- En 1918, le Sénat de Brême (de) lui décerne le titre de professeur.

- La Georg-Strube-Straße à Brême-Obervieland porte son nom en 1966.

## Travaux
- Die Heilkunde in ihrer Beziehung zu Wissenschaft und Wirtschaft. G. A. v. Halem, Brême 1927.

- Klinische Beiträge zur Pathologie und Therapie der Tuberkulose. Urban & Schwarzenberg, Berlin 1921.